# Сунђер Боб Коцкалоне (лик)
Сунђер Боб Коцкалоне (енгл. SpongeBob SquarePants) је главни лик америчке ТВ серије Сунђер Боб Коцкалоне.
Сунђер Боб је вероватно најмаштовитији становник Коралова. Живи у ананасу на дну мора са својим кућним љубимцем, морским пужем Гаријем. Запослен је у ресторану Код Кеба Крабе, чији је власник похлепна краба Евгеније Краба. Његова специјалност су пљескавице, чији тајни рецепт вечито скрива од свог највећег непријатеља Планктона. Сунђер Бобов најбољи пријатељ је морска звезда која се зове Патрик. Њих двојица су нераздвојни другари, пуни занимљивих идеја. Њих двојица стално упадају у разне невоље. Сунђер Бобов први комшија се зове Лигњослав. Лигњослав не воли Сунђер Боба зато што стално ствара буку и смета му док ради. Ту је и веверица Сенди Обрашчић, Сунђер Бобова другарица која обожава карате и науку, живи у огромној стакленој куполи са дрветом на дну мора. Сунђер Боба у главној српској синхронизацији (Б92) синхронизује глумица Владислава Ђорђевић, а у ресинхронизацији неких епизода студија Голд диги нет глумци Тамара Јанковић и Милан Антонић.

## Развој

### Концепт
Стивен Хиленберг се први пут заинтересовао за океане као дете, а своје уметничке способности је почео да развија у младости. На факултету је студирао морску биологију, а као споредни предмет имао је уметност. Планирао је да се врати на постдипломске студије и касније да стекне мастер диплому из уметности. Након што је дипломирао 1984. године на Државном универзитету Хумболт, придружио се Институту за океане, организацији у Дејна Појнту, у Калифорнији, посвећеној едукацији јавности о океанографији и поморској историји. Док је тамо био, добио је прву идеју која ће довести до стварања Сунђер Боба Коцкалонеа — стрипа под насловом The Intertidal Zone. Домаћин стрипа био је „Боб Сунђер” који је, за разлику од Сунђер Боба, личио на правог морског сунђера. Године 1987. Хиленберг је напустио институт да би започео каријеру у анимацији.
Након што је неколико година студирао експерименталну анимацију на Калифорнијском институту уметности, Хиленберг је на једном фестивалу анимације упознао Џоа Марија, творца серије Роков модерни живот, и добио понуду за посао као директор серије. Док је радио на серији, Хиленберг је упознао сценаристу Мартина Олсона, који је видео његов претходни стрип The Intertidal Zone. Олсон се допала ова идеја и предложио је Хиленбергу да направи серију са морским животињама, што је подстакло његову одлуку да створи Сунђер Боба Коцкалонеа. Хиленберг у то време није размишљао о прављењу серије засноване на свом стрипу; касније је рекао у интервјуу са Томасом Ф. Вилсоном: „Серија... нисам ни размишљао о прављењу серије... и то није била моја серија”. Хиленберг је касније изјавио да је стрип био „инспирација за серију”.
Серија Роков модерни живот завршена је 1996. године. Убрзо након тога, Хиленберг је почео да ради на Сунђер Бобу Коцкалонеу. Почео је да црта и преузео је неке од ликова за серију из свог стрипа — као што су морска звезда, краба и сунђер. У то време, Хиленберг је знао да „сви праве серије о пријатељима” — попут серије Рен и Стимпи. Једном приликом је изјавио: „Не могу да направим серију о пријатељима”, па је одлучио да направи серију о „једном лику”. Одлучио се за сунђера као главног лика јер му се допадала његова „свестраност ... као животиње”. Хиленберг је извео име овог лика из Боба Сунђера, домаћина свог стрипа The Intertidal Zone, након што га је променио из Сунђер Бој због проблема са заштитним знаком.